# Septentriopora karasi
Septentriopora karasi är en mossdjursart som beskrevs av Kuklinski och Taylor 2006. Septentriopora karasi ingår i släktet Septentriopora och familjen Calloporidae.
Artens utbredningsområde är Norra Ishavet. Inga underarter finns listade i Catalogue of Life.